# Palais Papius

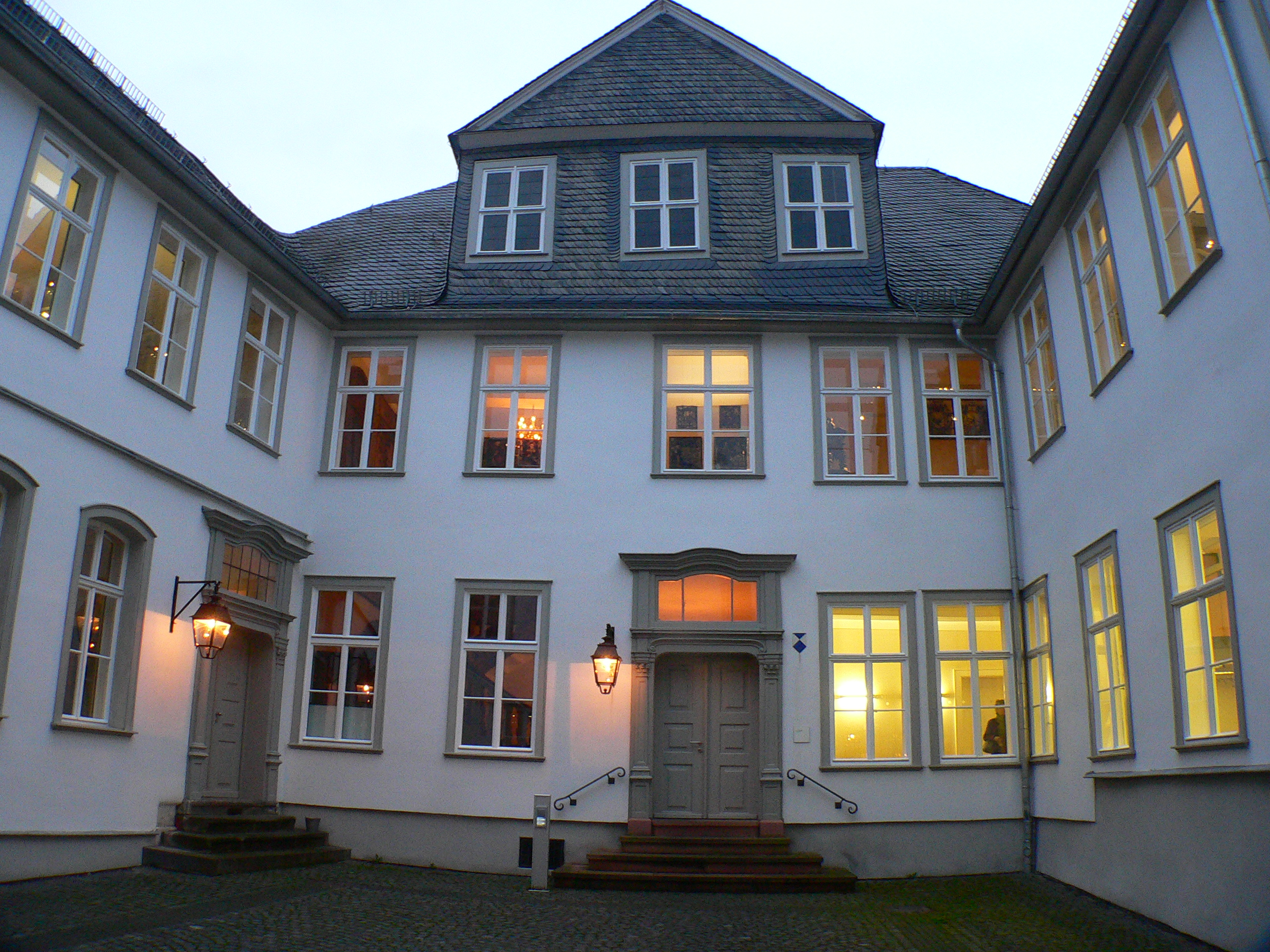
Palais Papius – Außenansicht des Innenhofes

Das Palais Papius ist ein schlichtes barockes, zweigeschossiges Palais in der Altstadt von Wetzlar im Lahn-Dill-Kreis. Es befindet sich in der Kornblumengasse 1.

## Geschichte
Das zentrale Gebäude wurde um 1740 durch Johann Conrad Heeser von Lilienthal, Prokurator am Reichskammergericht, erbaut.
Im Jahr 1756 wurde es durch den Assessor Johann Hermann Franz von Pape, genannt Papius, erheblich erweitert. Er ließ es zur heutigen Vierflügelanlage um einen rechteckigen Innenhof erweitern. Das Palais hat noch heute in einigen Räumen die damalige Ausstattung.
Ende des 18. Jahrhunderts übernahm Freiherr von Hammerstein die Gebäude und baute sie weiter um und aus.
Während der zweiten großen Kammergerichtsvisitation (1767–1776) wohnten Egon von Fürstenberg und sein späterer Nachfolger Franz Gundacker von Colloredo-Mansfeld im Palais. 1816 wurde das Gebäude an private Eigentümer versteigert. Das Anwesen ist seit 1860 im Besitz der Stadt Wetzlar, die dort zunächst eine Schule einrichtete: Von 1905 bis 1923 als Lyzeum und von 1923 bis 1938 war eine katholische Volksschule hier untergebracht. In der Zeit des Zweiten Weltkrieges und ersten Nachkriegsjahren war das Wetzlarer Wirtschaftsamt ansässig. In den 1950er und 60er Jahren wurde das Palais von einer kaufmännischen Berufsschule genutzt. Seit 1967 wird das Palais als Museum genutzt. Von 1975 bis zum Tode von Irmgard Freiin von Lemmers-Danforth 1984 war das Palais gleichzeitig ihr Wohnsitz. 2007 wurde das Museum ausgelagert. Das Palais wurde nach Renovierung und Umbau am 4. Mai 2012 wiedereröffnet.

## Baugeschichte

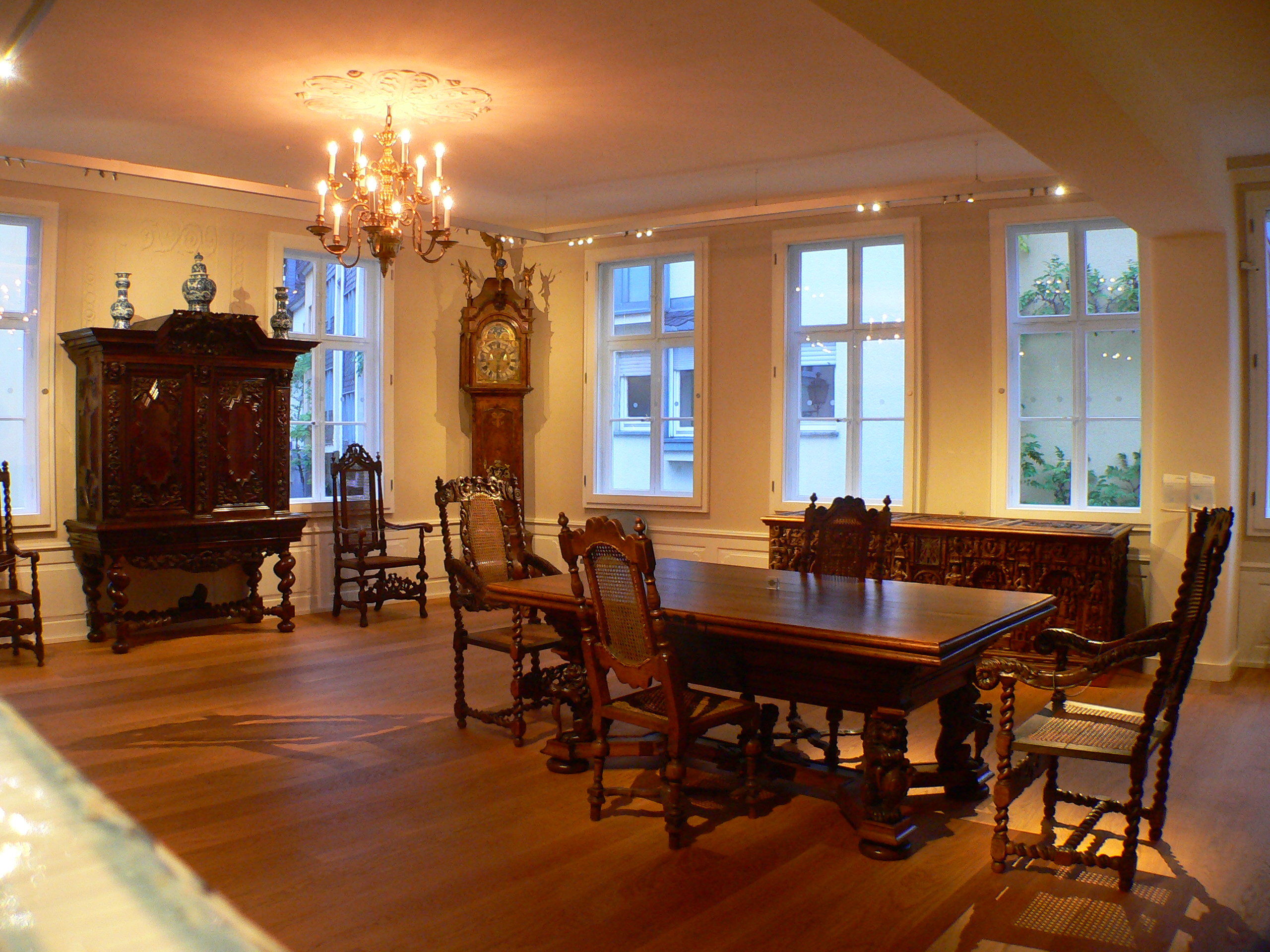
Palais Papius – Ausstellungsraum des Museums

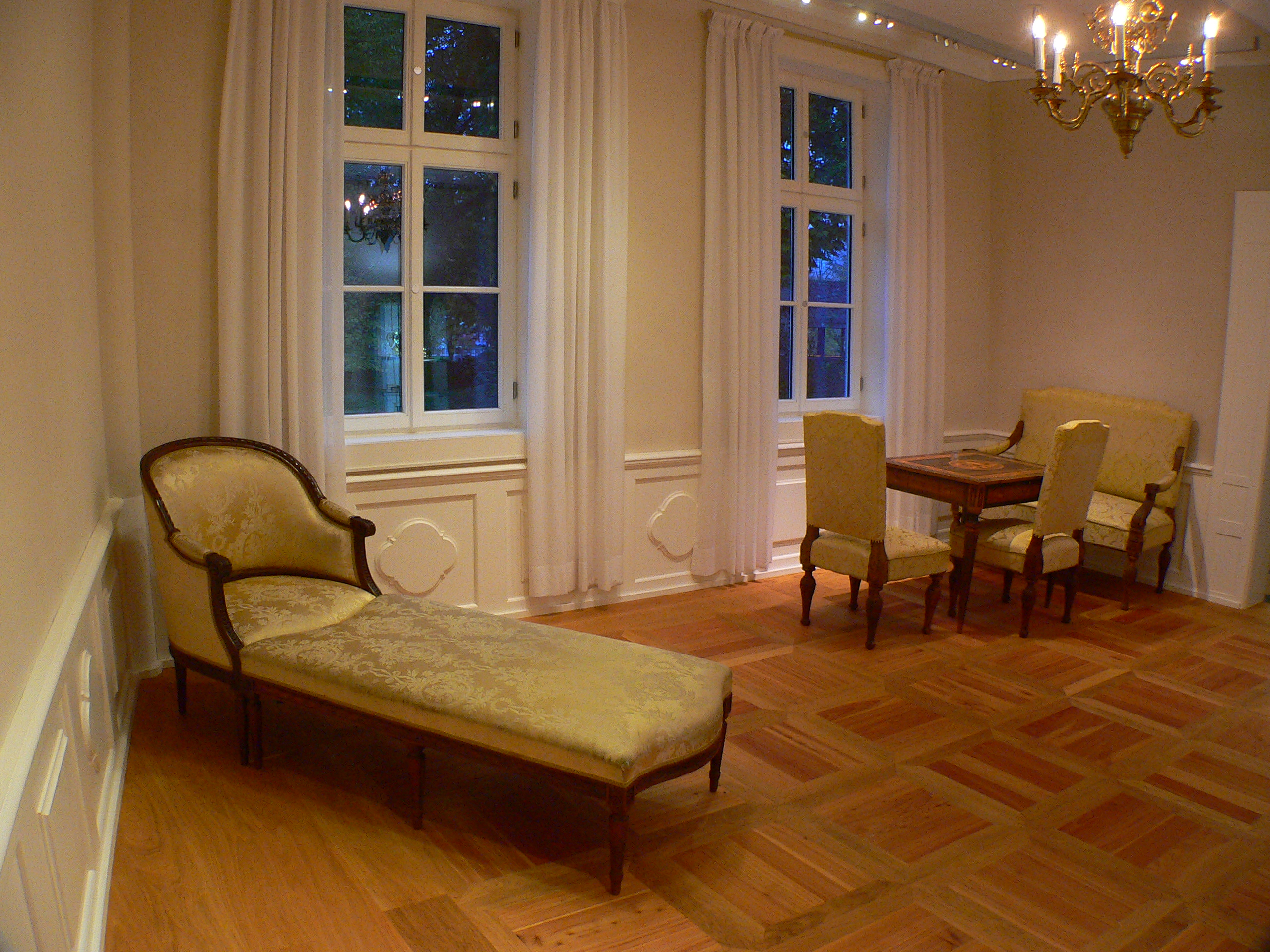
Palais Papius – Ausstellungsraum des Museums

Das großzügige Herrenhaus zeigt zur Straße hin eine schlichte, hell verputzte Fassade, die durch eine große, schalsteineingefasste, rundbogige Tordurchfahrt gegliedert ist. Der folgende Innenhof, wird durch die dem Zugang gegenüberliegende Hauptfassade mit ihrem großen, verschieferten Zwerchhaus dominiert. Seinen besonderen baukünstlerischen Wert erhält das Gebäude durch seine aufwändige Innenausstattung. Im Treppenhaus und den gartenseitigen Räumen findet man noch mit üppigen Rocaillen versehene Stuckdecken und Türen. Eine Besonderheit sind die Füllungen derselben, die die Rokokoformen der Decken aus der Zeit kurz nach der Mitte des 18. Jahrhunderts widerspiegeln. Der große Salon im an die Straße angrenzenden Gebäudeteil wurde erst gegen Ende des 18. Jahrhunderts mit Wand- und Deckenstuck versehen. Flache, kannelierte Pilaster mit korinthischen Kapitellen tragen hier das Gebälk, über dem sich eine Voute mit Eierstab und Palmettenfries befindet. Der Stuck in den anschließenden Eckzimmern nimmt die wenig älteren Formen des Directoire auf.

## Gegenwärtige Nutzung
Das Haus wird heute primär als Museum genutzt. Es zeigt die Sammlung „Europäische Wohnkultur aus Renaissance und Barock“, begonnen um 1928, deren Grundstock während der Zeit des Nationalsozialismus geschaffen und durch die Wetzlarer Ehrenbürgerin Irmgard von Lemmers-Danforth (1892–1984) zusammengetragen wurde. Die Ausstellung ist seit 1967 im Palais untergebracht. Sie zeigt fürstliches Mobiliar vom 15. bis in das frühe 18. Jahrhundert aus Italien, Frankreich, den Niederlanden und Deutschland.
Seit Februar 2015 wird aus der Sammlung nach umfangreicher Restaurierung wieder ein 3 Meter mal 2,5 Meter großer Wandbehang aus Seidenbrokat gezeigt. Das Stück stammt aus der Zeit zwischen 1450 und 1470 und wurde wahrscheinlich in Italien gefertigt. Das Hauptmotiv des Behangs aus Seidensamtflor mit eingearbeiteten Metallfäden ist eine aufbrechende Granatapfelknospe.
Die Sammlung wird durch Ausstellungsstücke wie Gemälde, Uhren, erlesene Keramik und Kunstwerke des Goldschmiedehandwerks ergänzt, und  zeigt somit ein Gesamtbild europäischer Wohnkultur aus der Renaissance und dem Barock.
Darüber hinaus wird das Palais für festliche Empfänge der Stadt genutzt.